# Sharon Stone
 Sharon Stone (n. 10 martie 1958, Meadville, Pennsylvania, SUA) este o actriță și producătoare americană de film.

## Date biografice și carieră
Părinții ei sunt Joseph și Dorothy Stone,, ea are două surori și un frate, Kelly, Mike și Patrick. În 1977 Sharon părăsește localitatea natală Meadville și merge pentru a deveni fotomodel la New York. Cariera ei de actriță a început prin anii 1980. Primul rol îl joacă în filmul "Stardust Memories" în regia lui Woody Allen. Apoi primește rolul femeii frumoase alături de eroi ca în "Police Academy 4", "Action Jackson" sau "Total Recall" în care joacă alături de Arnold Schwarzenegger. Devine renumită pe plan internațional în 1992 prin filmul thriller, Instinct primar (Basic Instinct), pentru care este nominalizată la premiul Globul de Aur.
A mai încercat și prin alte filme erotice ca "Sliver" și "The Specialist" dar n-a mai a avut succesul ca în filmul "Instinct primar". Pentru rolul jucat în filmul Casino este premiată cu Globul de Aur și este nominalizată pentru premiul Oscar. Pentru rolurile jucate în filmele "The Mighty", "The Muse", va fi nominalizată din nou pentru premiul Globul de Aur. Cu tot succesul obținut de ea ca actriță în filmele Casino, The Mighty, Last Dance și Gloria, ea a fost considerată în ultimul timp "box office poison" adică o actriță nerentabilă care nu mai merită onorariile de odinioară. În 2004 încearcă o revenire un "Comeback" în industria cinematografică prin filmul "Catwoman". La sfârșitul lui decembrie în 2005 joacă în două episoade ale serialului turcesc "Kurtlar Vadisi" (Valea lupilor). Banii primiți pentru rolul jucat în serial îi donează victimelor provocate de Tsunamiul din 2006. Mai încearcă cu filmul "Basic Instinct 2" să repete succesul din filmul "Instinct primar". Cu toate că este lăudată, recordul comercial de odinioară, prin numărul biletelor vândute nu va mai fi atins. A mai jucat în câteva seriale ca "Magnum, P.I.", "The Practice" sau "Law & Order: Special Victims Unit". 
În 2004 divorțează de jurnalistul Phil Bronstein, cu care era căsătorită din 1998. Stone a suferit mai multe avorturi spontane din cauza unei boli autoimune și a endometriozei, și nu a putut avea copii biologici. Sharon Stone are trei fii adoptați.

## Filmografie
| An   | Film                                            | Rol                           | Note |
| ---- | ----------------------------------------------- | ----------------------------- | --- |
| 1980 | Stardust Memories                               | Pretty Girl on train          | Debut |
| 1981 | Les Uns et les autres                           | Girl with Glenn Senior        | Nemenționată |
| 1981 | Deadly Blessing                                 | Lana Marcus                   | |
| 1982 | Not Just Another Affair                         | Lynette                       | film TV |
| 1982 | Silver Spoons                                   | Debbie                        | (serial TV) |
| 1983 | Bay City Blues                                  | Cathy St. Marie               | (serial TV) |
| 1983 | Remington Steele                                | Jillian Montague              | (serial TV) |
| 1984 | The New Mike Hammer                             | Julie Eland                   | |
| 1984 | Magnum, P.I.                                    | Diane Dupree și Diedra Dupree | (serial TV) |
| 1984 | Calendar Girl Murders                           | Cassie Bascomb                | film TV |
| 1984 | The Vegas Strip War                             | Sarah Shipman                 | film TV |
| 1984 | Irreconcilable Differences                      | Blake Chandler                | |
| 1985 | T. J. Hooker                                    | Dani Starr                    | |
| 1985 | King Solomon's Mines                            | Jesse Huston                  | |
| 1986 | Mr. and Mrs. Ryan                               | Ashley Hamilton Ryan          | film TV |
| 1987 | Police Academy 4: Citizens on Patrol            | Claire Mattson                | |
| 1987 | Allan Quatermain and the Lost City of Gold      | Jesse Huston                  | |
| 1987 | Cold Steel                                      | Kathy Connors                 | |
| 1988 | Tears in the Rain                               | Casey Cantrell                | film TV |
| 1988 | Action Jackson                                  | Patrice Dellaplane            | |
| 1988 | Above the Law                                   | Sara Toscani                  | |
| 1988 | Badlands 2005                                   | Alex Neil                     | film TV |
| 1989 | Beyond the Stars                                | Laurie McCall                 | |
| 1989 | Blood and Sand                                  | Doña Sol                      | |
| 1989 | War and Remembrance                             | Janice Henry                  | |
| 1990 | Total Recall                                    | Lori Quaid                    | |
| 1991 | He Said, She Said                               | Linda Metzger                 | |
| 1991 | Scissors                                        | Angie Anderson                | |
| 1991 | Year of the Gun                                 | Alison King                   | |
| 1991 | Diary of a Hitman                               | Kiki                          | |
| 1991 | Where Sleeping Dogs Lie                         | Serena Black                  | |
| 1992 | Basic Instinct                                  | Catherine Tramell             | Mfilm TV Award for Most Desirable Female Nominalizare — Golden Globe Award for Best Actress – Motion Picture Drama Nominalizare — Saturn Award for Best Actress    |
| 1993 | Sliver                                          | Carly Norris                  | Nominalizare — Mfilm TV Award for Most Desirable Female |
| 1994 | Intersection                                    | Sally Eastman                 | |
| 1994 | The Specialist                                  | May Munro                     | Nominalizare — Mfilm TV Award for Most Desirable Female |
| 1995 | The Quick and the Dead                          | Ellen 'The Lady'              | Nominalizare — Saturn Award for Best Actress |
| 1995 | Roseanne                                        | Trailer Park Resident         | (serial TV) |
| 1995 | Casino                                          | Ginger McKenna                | Golden Globe Award for Best Actress – Motion Picture Drama Nominalizare — Academy Award for Best Actress Nominalizare — Mfilm TV Award for Best Female Performance |
| 1996 | Diabolique                                      | Nicole Horner                 | |
| 1996 | Last Dance                                      | Cindy Liggett                 | |
| 1998 | Sfera                                           | Dr. Elizabeth 'Beth' Halperin | |
| 1998 | Antz                                            | Princess Bala                 | Voice |
| 1998 | The Mighty                                      | Gwen Dillon                   | Nominalizare — Golden Globe Award for Best Supporting Actress – Motion Picture                                                                                     |
| 1999 | Gloria                                          | Gloria                        | |
| 1999 | The Muse                                        | Sarah Little                  | Nominalizare — Golden Globe Award for Best Actress – Motion Picture Musical or Comedy                                                                              |
| 1999 | Simpatico                                       | Rosie Carter                  | |
| 1999 | Happily Ever After: Fairy Tales for Every Child | Henny Penny                   | voce |
| 2000 | If These Walls Could Talk 2                     | Fran                          | film TV |
| 2000 | Picking Up the Pieces                           | Candy Cowley                  | |
| 2000 | Beautiful Joe                                   | Alice 'Hush' Mason            | |
| 2001 | Harold and the Purple Crayon                    | Narrator                      | 2001-2002 |
| 2003 | Cold Creek Manor                                | Leah Tilson                   | |
| 2004 | A Different Loyalty                             | Sally Cauffield               | |
| 2004 | Catwoman                                        | Laurel Hedare                 | |
| 2004 | The Practice                                    | Sheila Carlisle               | Primetime Emmy Award for Outstanding Guest Actress - Drama Series (serial TV)                                                                                      |
| 2004 | Kurtlar Vadisi (eng. Valley of the Wolves)      | Lisa                          | Turkish TV Serial |
| 2005 | Higglytown Heroes                               | Nicky - Blind Art Teacher     | Voice |
| 2005 | Will & Grace                                    | Dr. Georgia Keller            | (serial TV) |
| 2005 | Broken Flowers                                  | Laura Daniels Miller          | |
| 2006 | Alpha Dog                                       | Olivia Mazursky               | |
| 2006 | Basic Instinct 2                                | Catherine Tramell             | |
| 2006 | Huff                                            | Dauri Rathburn                | (serial TV) |
| 2006 | Bobby                                           | Miriam Ebbers                 | Hollywood Film Festival for Cast of the Year Nominalizare — Screen Actors Guild Award for Outstanding Performance by a Cast in a Motion Picture                    |
| 2007 | If I Had Known I Was a Genius                   | Gloria Fremont                | |
| 2007 | When a Man Falls in the Forest                  | Karen Fields                  | |
| 2007 | Democrazy                                       | Patricia Hill                 | Scurtmetraj |
| 2008 | The Year of Getting to Know Us                  | Jane Rocket                   | |
| 2008 | Five Dollars a Day                              | Dolores Jones                 | |
| 2009 | Streets of Blood                                | Nina Ferraro                  | |
| 2010 | Law & Order: Special Victims Unit               | Jo Marlowe                    | Patru episoade (serial TV) |